# Punatherium catamarcensis
Il punaterio (Punatherium catamarcensis) è un mammifero xenartro estinto, appartenente ai dasipodidi. Visse nell'Eocene medio - superiore (circa 43 - 37 milioni di anni fa) e i suoi resti fossili sono stati ritrovati in Sudamerica.

## Descrizione
Questo animale doveva essere simile a un attuale armadillo, ma è conosciuto solo per alcune placche ossee (osteodermi). Si suppone che Punatherium fosse un armadillo di medie dimensioni, paragonabili a quelle dell'attuale armadillo villoso maggiore. Era caratterizzato da una regione pelvica dotata di uno scudo rigido, con osteodermi fusi fra loro e dotati di una figura principale circoscritta anteriormente da tre grandi forami. Erano inoltre presenti altri grandi forami simili, posti nei margini laterali e posteriori. Le figure periferiche erano quattro, tutte disposte anteriormente. I margini di contatto tra gli osteodermi erano dotati di numerose protuberanze basse e smussate. Gli osteodermi semi-mobili, probabilmente provenienti dalla zona del dorso e dei fianchi, mostrano una figura principale lageniforme e circondata da sei grandi perforazioni, tranne che nella parte posteriore.

## Classificazione
Punatherium catamarcensis venne descritto per la prima volta nel 2016, sulla base di resti fossili ritrovati nella provincia di Catamarca in Argentina, in terreni risalenti all'Eocene medio - superiore. Punatherium è considerato un membro arcaico dei dasipodidi (Dasypodidae), la famiglia di armadilli comprendenti attualmente l'armadillo dalle nove fasce.